# 旺茲沃思區
旺茲沃思區（英語：London Borough of Wandsworth，讀音：/ˈlʌndən bʌɹə ɒv ˈwɒndz.wɜːθ/ⓘ）是英國英格蘭大倫敦內倫敦的自治市，人口279,000，面積34.26平方公里。

## 外部連結
- （英文） 旺茲沃思區政府網 （页面存档备份，存于）

51°27′26.3″N 0°11′41.5″W / 51.457306°N 0.194861°W